# De Havilland Canada Dash 7
De Havilland Canada DHC-7 (Dash 7) — канадский региональный турбовинтовой авиалайнер короткого взлёта и посадки. Разработан и производился предприятием de Havilland Canada в 1975 — 1988 годах, построено 113 самолётов.

## Разработка. Конструкция самолёта
К концу 1960-х годов компания de Havilland Canada была хорошо известна своими самолётами короткого взлёта и посадки, в частности — моделью Twin Otter. Данные самолёты, однако, были относительно небольшими и предназначались для местных перевозок в удалённых районах. Главные же региональные трассы с постоянным пассажиропотоком обслуживались более вместительными самолётами Handley Page Jetstream и Fokker F27. В то же время, существовало значительное число аэропортов с короткой ВПП, для обслуживания которых, исходя из пассажиропотока и грузооборота, требовался достаточно крупный самолёт. Некоторые из этих аэропортов (особенно старой постройки) располагались близко к центру относительно крупных городов. На основе проведённых рыночных исследований компания de Havilland Canada определила облик самолёта для эксплуатации в таких условиях — турбовинтовой авиалайнер с коротким взлётом и посадкой, вместительностью до 40 пассажиров и дальностью порядка 200 миль. Самолёт должен был эксплуатироваться с коротких ВПП длиной от 610 метров.

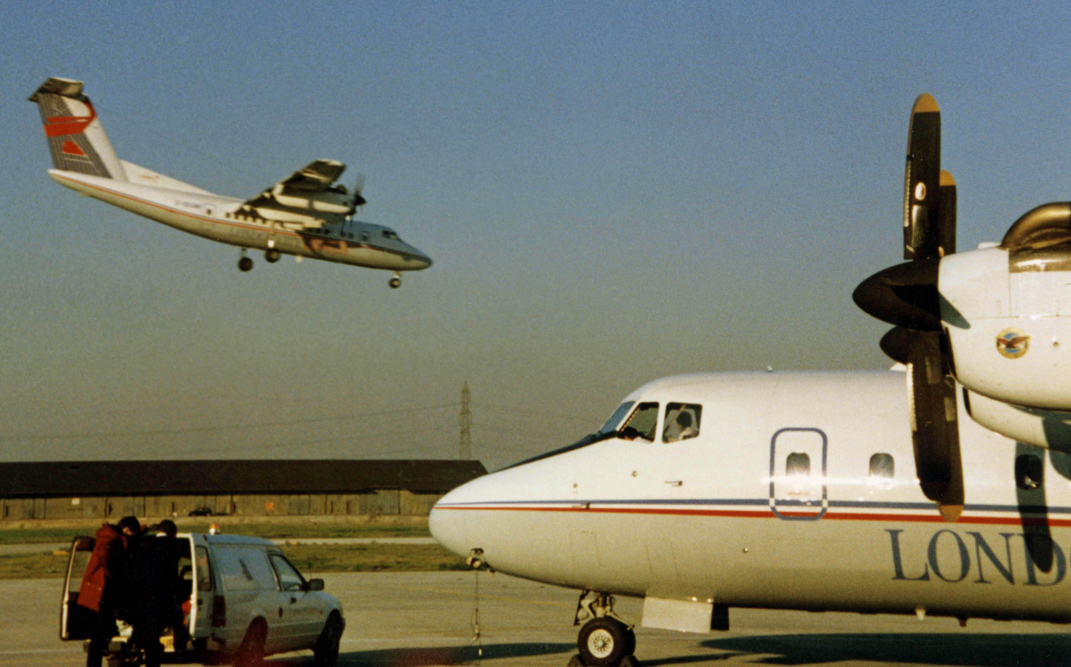
DHC-7 авиакомпании London City Airways выполняет заход по крутой глиссаде в London City Airport. На переднем плане - другой DHC-7.

Существенным моментом при проектировании самолёта стал учёт нормативов шумности самолётов, введённых в 1970-х годах. Проблема шумовых ограничений (особенно строгих для внутригородских аэропортов) была преодолена рядом оригинальных конструкторских решений: так, были применены воздушные винты большого диаметра с малыми рабочими оборотами (взлётный режим — порядка 1200 об/мин., посадка на 900 об/мин). Так как воздушные винты — основной источник шума турбовинтового самолёта, это решение значительно уменьшило шумовые нагрузки.
Для обеспечения характеристик короткого взлёта и посадки самолёта (его скорость посадки составляла всего порядка 140 км/ч) была применена аэродинамическая схема высокоплана с четырьмя двигателями, мощной механизацией крыла, обдуваемого потоком от винтов (что увеличивало подъемную силу), и Т-образным хвостовым оперением. Большая площадь задней части крыла была занята сложным двойным закрылком Фаулера, создающим большую подъемную силу на малых скоростях полёта. Элероны отличались сравнительно малой площадью, однако могли выполнять роль воздушных тормозов на малой скорости. При касании полосы датчики шасси выдавали команду на автоматическую уборку закрылков до 25 %, с целью снижения подъемной силы и более эффективного торможения; также при касании автоматически выпускались воздушные тормоза (интерцепторы) на крыльях. Реверсивные воздушные винты позволяли применить реверс тяги на посадке, значительно сокращая длину пробега. В результате посадочный пробег самолёта, в зависимости от его массы, энергичности торможения, встречного ветра и состояния полосы, составляет 100—500 метров.

## Эксплуатация
Первый полёт прототипа был выполнен 27 марта 1975 г. Первые серийные самолёты были получены авиакомпанией  Rocky Mountain Airways в феврале 1978 г. Всего, к окончанию основного серийного производства в 1984 г. (выпуск прекращён в связи с переходом на производство Dash 8), было построено 100 самолётов. Дополнительная малая серия (всего 13 машин) была выпущена в  1984 и 1988 гг. В 1988 г. производственные линии были остановлены после приобретения предприятия компанией Boeing.

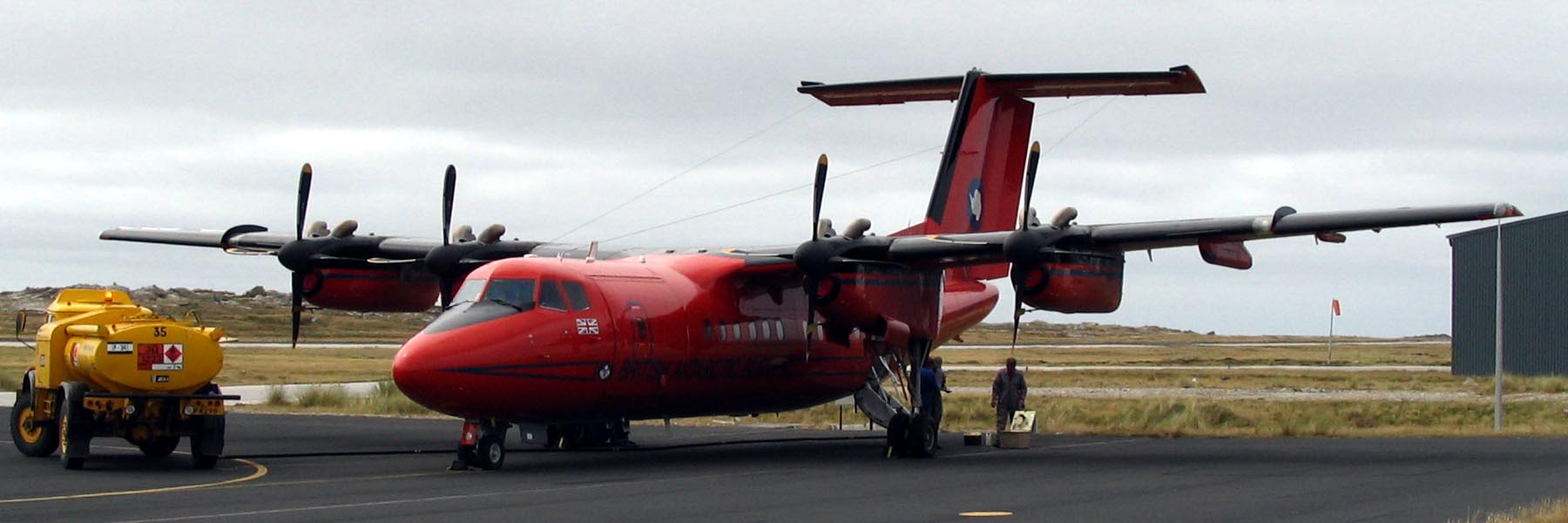
Dash 7 на Фолклендских островах.

Коммерческий успех модели Dash 7 оказался умеренным и не вполне оправдал ожиданий разработчика. Большинство авиаперевозчиков использовало эти самолёты для перевозок в достаточно крупные региональные аэропорты, где характеристики короткого взлёта и посадки были мало востребованы. Четырёхмоторный самолёт требовал большего объема технического обслуживания, чем распространённые двухмоторные турбовинтовые самолёты, что увеличивало стоимость эксплуатации. В целом, число аэропортов, где характеристики самолёта были востребованы, оказалось невелико. Были, однако, и исключения — например, внутригородской London City Airport. Большой угол глиссады (7,5 градусов), короткая полоса и шумовые ограничения привели к ситуации, когда лишь немногие типы самолётов были допущены к эксплуатации в этом аэропорту: Dash 7 был одним из них.

## Модификации
DHC-7-1
Прототип, 2 экземпляра.
DHC-7-100
Пассажирский вариант на 54 места.
DHC-7-101
Грузопассажирский вариант на 50 мест с грузовой дверью по левому борту (грузоподъёмность 20 000 кг).
DHC-7-102
Пассажирский вариант на 54 места.
DHC-7-103
Грузопассажирский вариант на 50 мест с грузовой дверью по левому борту (грузоподъёмность 19 970 кг).
DHC-7-110
DHC-7-102 для Великобритании.
DHC-7-111
DHC-7-103 для Великобритании.
DHC-7-150
Вариант с увеличенным запасом топлива и улучшенной эргономикой пассажирских мест. Выпускался с 1978 года.
DHC-7-150IR
Модернизированный в 1986 году DHC-7-150 для Министерства транспорта Канады самолёт ледовой разведки.
CC-132
DHC-7-102/103 для Министерства обороны Канады. 2 экземпляра: 32-местная VIP-версия и стандартный грузопассажирский вариант.
O-5A ARL-I
Самолёт-разведчик, разработанный фирмой California Microwave Incorporated в 1992 — 1992 годах.
EO-5B ARL-C
DHC-7-102 для армии США.
EO-5C ARL-M
Самолёт-разведчик, разработанный фирмой California Microwave Incorporated в 1996 году.
RC-7B ARL-M
Модернизированный в 2004 году вариант EO-5C. Время патрулирования 7,5 - 10 часов, скорость в зоне патрулирования 250 км/ч. Экипаж 6 человек, из них четыре — операторы. В самолёте размещаются камеры оптоэлектронной съёмки в видимом и инфракрасном диапазонах волн, устройства радио- и радиотехнической разведки, РЛС.

## Операторы
Самолёт нашёл применение и в эксплуатации на высокогорных аэропортах с малой длиной ВВП, на коротких местных линиях в различных странах, зачастую — в малоосвоенных районах с мало развитой аэродромной инфраструктурой. На 2018 год зарегистрировано 33 экземпляра в лётном состоянии, из них 21 в Канаде и 12 в США. Самолёт эксплуатировался 64 авиакомпаниями из 25 стран.

### Военные операторы
- Канада — всего поставлено 2 экземпляра под обозначением CC-132. Эксплуатировались в 1979 — 1987 годах.
- США — применяются для патрулирования границ и борьбы с наркотрафиком. По состоянию на 2017 год на вооружении 2 EO-5B, 5 EO-5C[1].
- Венесуэла — получен 1 экземпляр в 1982 году в качестве морского патрульного самолёта.

## Катастрофы и аварии
На 29 мая 2021 года в различных происшествиях потеряно 8 самолётов. При этом погибли 68 человек. Самолёт пытались угнать 3 раза.
| Дата       | Бортовой номер | Место катастрофы | Жертвы | Описание |
| ---------- | -------------- | ---------------- | ------ | --- |
| 09.05.1982 | 7O-ACK         | Аден             | 23/49  | DHC-7-103 авиакомпании Alyemda выполнявший внутренний рейс упал в море в 2 км от Адена при посадке. |
| 06.05.1988 | LN-WFN         | Брённёйсунн      | 36/36  | DHC-7-102 авиакомпании Widerøes Flyveselskap выполнявший внутренний рейс врезался в склон горы при посадке. |
| ??.03.1990 | C-GFEL         | Лас-Вегас        | 0/0    | DHC-7-102, находящийся на плановом ремонте, повреждён во время пожара в ангаре. Списан на запчасти. |
| 28.11.1998 | VP-CDY         | Ашбертон, Девон  | 2/2    | DHC-7-102 DNK Aviation Leasing Group разбился во время тестового полёта после ремонта. |
| 23.07.1999 | 5N-EMP         | Орите            | 7/7    | O-5A армии США разбился в горах во время патрулирования эквадоро-колумбийской границы для борьбы с наркотрафиком. Самолёт отклонился с заданного маршрута из-за неправильно введенной навигационной информации. |
| 07.09.1999 | VP-CDY         | Порт-Харкорт     | 0/19   | DHC-7-102 авиакомпании Skyline совершил жёсткую посадку из-за отказа системы выпуска шасси, списан. |
| 04.09.2002 | RP-C2788       | Манила           | 0/49   | DHC-7-102 авиакомпании Asian Spirit совершил аварийную посадку, съехал с ВПП на траву, списан. |
| 22.10.2015 | C-GGUL         | Эйндховен        | 0/н.д. | Списан после инцидента во время руления. |
| 25.02.2019 | N89068         | Пхёнтхэк         | 0/н.д. | Списан после жёсткой посадки. |

## Лётно-технические характеристики
Экипаж: 2
Пассажировместимость: 50-54
Длина: 24.58 м
Размах крыльев: 28.35 м
Высота: 7.98 м
Площадь крыльев: 80 м²
Вес (пустой): 12 540 кг
Максимальный взлётный вес: 20 000 кг
Силовая установка: 4× ТВД Pratt & Whitney Canada PT6A-50 мощностью, 1,120 д. с (835 кВт) каждый
Максимальная скорость: 436 км/ч 
Дальность: до 1 240 км (Series 150 — до 2 110 км с полной пассажирской загрузкой 50 человек)
Практический потолок: 6 400 м
Дистанция взлётного разбега при взлётном весе 18 600 кг: 670 м